# Колонизација Бајмока
Колонизација Бајмока представља један од подухвата у који се Суботица упустила 60их година 18. века ради стицања престижног статуса слободног краљевског града. За коначни резултат је имао образовање насеља Бајмока са властитим управним апаратом оличеним у властелинском суду. 

## Ток
Коморски саветник Антал Котман обишао је јула 1763. године пустаре краљевске ризнице (лат. cassa domestica) у Бачкој и посетио и Суботицу. Саветовао је Градском магистрату да се салаши који се налазе на веома удаљеним пустарама по могућности концентришу поред државног пута и да се тако образују села. Да бих приволео Магистрат на овај подухват, с једне стране указао је на трошкове који проистичу од газдовања на тако удаљеним пустарама, а с друге на користи које би град имао од села посредством права на држање крчми. Чланови Магистрата, међутим, нису с разумевањем прихватили овај предлог, него су истицали своје привилегије.
Котман није одустао од свог предлога, него је 28. децембра исте године поднео представку Угарској дворској комори, у којој је указао на чињеницу да је путовање војске у овом крају веома отежано, с обзиром на то да се на линији од Чонопље до Сегедина налази само Суботица, док на 5–6 миља јужно и северно од ње нема ниједног насељеног места. Стога би, мисли он, требало наредити Суботици да на својој територији, на удаљености од један или један и по сат хода, насели два места. За насељавање је одабрао пустаре Бајмок и Лудош. Да би ово било издводљиво, требало би растерети град свих вастелинских наметимх, осим оних који су му већ раније одређени коморским уговором.
На основу Котмановог предлога 28. јуна 1764. издата је краљевска наредба, са чијим садржајем је коморски администратор из Сомбора Пал Крушпер упознао Магистрат Суботице 2. фебруара 1765. године. Наиме, будући да све до Сегедина на северу и све до Чонопље на југу нема ниједног места које би било погодно за конак војника или за замену запрега, Суботица је дужна да ради олашкања војног превоза на удаљености од сат или сат и по хода на пустарама Бајмок и Лудош концентрише салаше поред државног пута и претвори их у села. Граду је гарантовано да неће трпити никакве штете од овог подухвата, нити ће на њега бити разрезане веће дажбине. Стога му се наређује да на пролеће приступи насељавању.
Магистрат Суботице је са своје стране уложио извесне напоре да се ова наредба повуче. Наиме, истакао је да према привилегијама из 1743. нису обавезни насељавати 12 пустара. Међутим, изразио је спремност да и убудуће без застоја даје превоз и запрегу све до Сегедина, само да не мора у свом атару градити село. Такође је истакао да су све пустаре раздељене међу становницима града, тако да нема места за нове досељенике. С друге стране, цени да би исељавање једног дела мештана лоше одразило не само по њих, него и по развој самог града.
После дужег опирања, Магистрат Суботице је новембра 1771. године изаслала једну комисију у Бајмок, која је премерила земљиште и започела изградњу крчме, која је завршена већ 24. децембра.
У лето наредне 1772. године приступило се изградњи и једне капеле. Док капела није изграђена, богослужење је недељом и празником  вршио један суботички фрањевац под шатором.
Краљевском дипломом од 22. јануара 1779. године Суботица је добила статус слободног краљевског града и нов назив – Марија Терезиополис. Према чланку 6, граду се оставља у посед 13 пустара, укључујући Бајмок и Чантавир. Међутим, према члану 5 исте диплиме, град има обавезу да изврши премеравање пустара Бајмок и Чантавир, да их колонизује, о властитом трошку подели на сесије и тако претвори у села. 
Бајмок је 1783. године добио печат. На печату се налази Свети Петар изнад једног плуга. У десној руци држи кључеве раја, а код леве ноге му је петао. Око грба стоји натпис: Печат села Бајмак 1783 (лат. Sig. Poss. Baimak Anno 1783). Према 2. тачки дипломе, Магистрат Суботице представљао је племићки субјект. Другим речима, имао је право и био дужан да у својим кметовским селима одржава властеинске судове. Тако се већ 1785. године се међу списима Магистрата Суботице среће извод првог записника вођеног 10. августа 1785. године на заседању Властелинског суда у Бајмоку коме је председавао Матија Рудић арендатор села.